# Franz Betz
Franz Betz (Magúncia, 19 de març de 1835 - Berlín, 11 d'agost de 1900) fou un baríton alemany especialitzat en les òperes wagnerianes.
Estudià en el Politecnicum de Karlsruhe i es dedicà a la música vocal. Des de 1855 treballà en els teatres d'òpera d'Hannover, Gera, Altenburg i Rostock. De 1859 a 1897 va pertànyer a l'Òpera Reial de Berlín. Fou tant distingit actor com a cantant, es distingí en el repertori wagnerià i creà les parts de Wotan en la Die Walküre i de Hans-Sachs en Die Meistersinger von Nürnberg.
Estava casat amb la soprano de coloratura Johanna Betz (1837-1906).